# Яргорівська бучина №3
«Яргорівська бучина № 3» — ботанічна пам'ятка природи місцевого значення в Україні. Пам'ятка природи розташована на території Монастириського району Тернопільської області, с. Яргорів, Монастириське лісництво, кв. 71 в. 1, лісове урочище «Яргорів».
Площа — 11,00 га, статус отриманий у 1981 році.